# إيمانويل ياربرو
كان إيمانويل ياربرو (5 سبتمبر 1964 - 21 ديسمبر 2015) لاعب فنون قتالية أمريكي ومصارعًا محترفًا ولاعب كرة قدم أمريكية وممثل. كان معروفًا بشكل خاص من خلال مسيرته المهنية في لعب السومو للهواة، وقد حمل رقم قياسي عالمي في موسوعة غينيس لأثقل رياضي حي.

## روابط خارجية
- إيمانويل ياربرو على موقع IMDb (الإنجليزية)
- إيمانويل ياربرو على موقع قاعدة بيانات الفيلم (الإنجليزية)
- إيمانويل ياربرو على موقع كينوبويسك (الروسية)
- إيمانويل ياربرو على موقع JudoInside.com (الإنجليزية)
- إيمانويل ياربرو على موقع يو إف سي (الإنجليزية)
- إيمانويل ياربرو على موقع شيردوغ (الإنجليزية)